# Stazione meteorologica di Penne
La stazione meteorologica di Penne è la stazione meteorologica di riferimento per la località di Penne.

## Coordinate geografiche
La stazione meteorologica si trova nell'area climatica dell'Italia centrale, in cui è compreso l'intero territorio regionale dell'Abruzzo, in provincia di Pescara, nel comune di Penne, a 438 metri s.l.m. e alle coordinate geografiche 42°28′N 13°55′E.

## Dati climatologici
In base alla media trentennale di riferimento 1961-1990, la temperatura media del mese più freddo, gennaio, si attesta a +5,6 °C; quella del mese più caldo, agosto, è di +24,7 °C. I dati relativi alle precipitazioni provengono da in base alla media di riferimento 1951 - 2009. I valori estremi di temperatura si riferiscono ad eventi che si verificano in media almeno una volta l'anno. 
| PENNE                 | Mesi | Mesi | Mesi | Mesi | Mesi | Mesi | Mesi | Mesi | Mesi | Mesi | Mesi | Mesi | Stagioni | Stagioni | Stagioni | Stagioni | Anno  |
| PENNE                 | Gen  | Feb  | Mar  | Apr  | Mag  | Giu  | Lug  | Ago  | Set  | Ott  | Nov  | Dic  | Inv      | Pri      | Est      | Aut      | Anno  |
| --------------------- | ---- | ---- | ---- | ---- | ---- | ---- | ---- | ---- | ---- | ---- | ---- | ---- | -------- | -------- | -------- | -------- | ----- |
| T. max. media (°C)    | 9,0  | 10,6 | 13,4 | 17,9 | 22,4 | 26,5 | 29,7 | 30,1 | 25,7 | 20,0 | 13,9 | 11,0 | 10,2     | 17,9     | 28,8     | 19,9     | 19,2  |
| T. media (°C)         | 5,6  | 6,8  | 9,3  | 13,4 | 17,5 | 21,6 | 24,4 | 24,7 | 21,0 | 16,0 | 10,9 | 7,8  | 6,7      | 13,4     | 23,6     | 16,0     | 14,9  |
| T. min. media (°C)    | 2,2  | 2,9  | 5,2  | 8,8  | 12,6 | 16,8 | 19,0 | 19,2 | 16,2 | 12,0 | 7,8  | 4,6  | 3,2      | 8,9      | 18,3     | 12,0     | 10,6  |
| T. max. assoluta (°C) | 17,8 | 19,0 | 21,7 | 25,0 | 29,3 | 33,2 | 36,0 | 37,6 | 32,1 | 26,4 | 21,4 | 17,8 | 19,0     | 29,3     | 37,6     | 32,1     | 37,6  |
| T. min. assoluta (°C) | −5,7 | −4,5 | −3,0 | 2,2  | 6,6  | 10,3 | 13,6 | 14,3 | 11,1 | 6,8  | 1,3  | −1,5 | −5,7     | −3,0     | 10,3     | 1,3      | −5,7  |
| Precipitazioni (mm)   | 65,3 | 56,2 | 69,3 | 78,2 | 61,1 | 71,4 | 53,6 | 58,6 | 70,5 | 85,5 | 89,2 | 86,3 | 207,8    | 208,6    | 183,6    | 245,2    | 845,2 |